# Bettino Craxi
Benedetto »Bettino« Craxi (italijansko: [betˈtiːno ˈkraksi], sicilijansko: [ˈkɾaʃʃɪ];), italijanski politik, * 24. februar 1934, † 19. januar 2000.
Bil je vodja Italijanske socialistične stranke (ISS) med letoma 1976 in 1993 ter 45. predsednik italijanske vlade med letoma 1983 in 1987.
Craxi je prvi član ISS, ki je postal predsednik vlade, in drugi iz vseh socialističnih strank na tem položaju. Vodil je tretjo najdaljšo vlado v Italijanski republiki in velja za enega najmočnejših in najvidnejših politikov prve italijanske republike.